# Tributilfosfato
Il tributilfosfato (TBP), o fosfato di tributile, è l'estere dell'acido fosforico e dell'1-butanolo.
A temperatura ambiente si presenta come un liquido incolore o giallo pallido, solubile nella maggior parte dei solventi organici.

## Produzione
Il tributilfosfato è prodotto dalla reazione del cloruro di fosforile con n-butanolo.
{\displaystyle {\ce {POCl3 + 3 C4H9OH -> PO (OC4H9)3 + 3 HCl}}}
La produzione è stimata circa 3000–5000 tonnellate in tutto il mondo.

## Utilizzo
Trova impiego nell'industria chimica come solvente e come plastificante, in particolar modo per gli esteri della cellulosa (nitrocellulosa e acetato di cellulosa), il PVC ed il polistirolo. In miscela con l'alcol isopropilico viene usato come agente anti-schiuma nei detergenti, nelle vernici e negli adesivi. Viene usato inoltre come additivo per i lubrificanti a base oleosa.
Il tributilfosfato ha inoltre la capacità di formare complessi con alcuni metalli, che risultano solubili nei solventi organici e nell'anidride carbonica liquida supercritica. Per questo il tributilfosfato viene usato per estrarre i metalli delle terre rare dai loro minerali e, in chimica nucleare, per separare i componenti del combustibile nucleare esausto.
Nel processo PUREX una sua soluzione a concentrazione compresa tra il 15% ed il 40% in cherosene o dodecano viene usata come solvente per estrarre uranio, plutonio e torio dalle barre di uranio esaurite, preventivamente sciolte in acido nitrico.